# 마르턴 트롬프
마르턴 하르퍼르촌 트롬프(네덜란드어: Maarten Harpertszoon Tromp, 1598년 4월 23일 ~ 1653년 8월 10일)는 네덜란드 해군의 장교이자 제독이었다. 

## 어린 시절
브릴레에서 태어난 트롬프는 오리판츠트롬프의 해군 대장이 되는 해군 장교 하르페르트 마에르텐츠의 장자로, 트롬프라는 성씨는 이 배에서 유래한 것으로 보인다. 그는 1607년에 기록에 처음 등장했다. 그의 어머니는 가정부로써 가정 소득을 벌어들였다. 9살이 되던 해 트롬프는 그의 아버지와 함께 바다로 나가 지브롤터 해전에서 싸우는 네덜란드 주요 함대를 엄호하는 함단에 있었다. 1610년 해군의 재조직으로 아버지가 해임되자 트롬프 가는 기니로 이동하던 도중 영국 해적 피터 이스턴의 해적선 7척에 공격을 받았다. 그의 아버지는 대포에 의해 폭사하고 만다. 전설에 따르면 12살의 어린 트롬프는 "우리 아버지의 죽음에 복수하지 않겠나!"라고 외치며 승무원들에게 공격을 명령했다고 한다. 그는 살레의 노예 시장에 결국 팔리고 만다. 2년 후 이스턴은 강제 이동되었고, 트롬프는 풀려나게 된다.
자유로운 신세가 된 트롬프는 그의 어머니와 3명의 자매들을 로테르담 선박장에서 일하며 돌보았다. 그는 19살에 다시 바다로 나가 해군으로 잠깐 동안 일했지만 1621년 선단에 다시 참여한 이후 다시 붙잡혔다. 이번에는 튀니지 근처의 바르바리 해적들에 의한 것이었다. 그는 24살이 될 때까지 노예 신분이었고, 그는 튀니지의 베이 총독에 깊은 인상을 남겼다. 그의 대포술과 항해술은 그를 해군으로 임명하는 서신까지 제공될 정도로 출중하였고, 트롬프가 거절하자 튀니지 총독은 그의 성품에 감동하여 그를 자유민으로써 석방시켰다.
1622년 그는 네덜란드 해군에서 중위로 참가하였고 로테르담에 본부를 둔 메츠 총독부에서 복무했다. 1624년 5월 7일 그는 디그넘 코르넬리스토처 데 헤스와 결혼했는데, 그녀는 상인의 딸이었다. 같은 해 그는 생안토니우스 함의 대장이 되었다. 그의 첫 임무는 헤인이 죽은 1629년 오스텐더 전투에서 빌리에젠데 그로네 드레크를 구한 것이었다. 1629년과 1630년 그는 프레데리크 헨드리크 덕택에 함장으로 임명되었으며, 됭케르크인으로써 그는 선단장으로써의 능력을 발휘하여 전투에서 승리를 거두었다. 명예 금사슬을 4번이나 받았음에도 그는 더 이상 진급하지 않았다. 1634년 그의 첫 아내가 죽자 그는 실망으로 인해 해군을 잠시 떠난다. 그는 알라스 자코브스도터 아르켄보트와 결혼하였다.

## 해군 최고 사령관
1637년 필리프 반 도르프와 다른 기장들이 무능력으로 해임되었을 때 트롬프는 서프리지아와 홀란트의 부제독으로 승급했다. 공식적으로 프레데리크 헨드리크가 제독으로 부임하여 그는 헨드리크보다 바로 아래였지만, 총독이었던 헨드리크는 육전에만 참여했기에 그가 사실상의 최고 사령관이었다. 트롬프는 됭케르크 항구를 봉쇄하여 점령하는 데 성공했다. 30년 전쟁 기간이자 네덜란드 독립 전쟁이 한창이던 1639년 트롬프는 플랑드르로 향하는 스페인 선단을 격파시켰고, 이는 스페인의 해군력을 완전히 상실시키는 계기가 되었다. 1639년 9월 18일 전투에서 트롬프는 단종진을 세운 첫 함대 사령관으로 평가받고 있었다.
1652년부터 1653년까지, 제1차 영국-네덜란드 전쟁이 발발했던 트롬프는 도버, 덩게스, 포틀랜드섬, 스헤베닝언 등지에서 영국군과 맞서 싸웠다. 그는 1653년 윌리엄 펜에 의해 총상으로 죽었다. 트롬프의 죽음은 네덜란드 해군 뿐만 아니라 영국 내 왕당파 내에서도 큰 침체가 되었다. 공화당이 스헤베닝언 해전 이후 더욱 세력이 강화되었고, 이는 이후 웨스트민스터 조약에서 영국 연방이 주도하는 형식의 평화 협정이 체결되는 주요 원인이 되었다.